# Station Bolęcin
Station Bolęcin is een spoorwegstation in de Poolse plaats Bolęcin.